# 巴爾代雷區
2°20′N 42°17′E / 2.333°N 42.283°E
巴爾代雷區是索馬利亞的一個區，位於該國西南部的蓋多州，首府為巴爾代雷。

## 外部鏈結
- 巴爾代雷區在Google地圖上的位置
- 巴爾代雷區的行政區域圖 （页面存档备份，存于）